# Ichneumon saxifragator
Ichneumon saxifragator är en stekelart som beskrevs av Bauer 1985. Ichneumon saxifragator ingår i släktet Ichneumon och familjen brokparasitsteklar. Inga underarter finns listade i Catalogue of Life.